# Andreï Kovalenko
Ne pas confondre avec le joueur de football et celui de water-polo du même nom.
Temple de la renommée russe : 2014

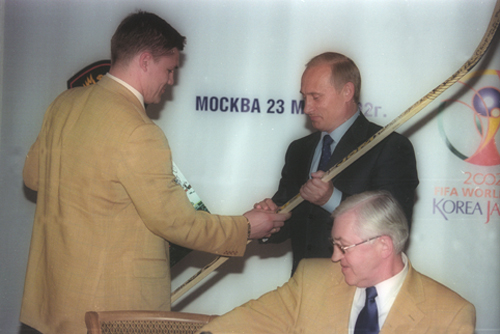
Andreï Kovalenko et Vladimir Poutine

Andreï Nikolaïevitch Kovalenko - en russe : Андре́й Никола́евич Ковале́нко (né le 7 juin 1970 à Balakovo en Russie) est un joueur professionnel russe de hockey sur glace qui évoluait au poste d'ailier droit. 

## Carrière
Kovalenko commence sa carrière dans la deuxième division d'URSS. L'année suivante, il rejoint le CSKA Moscou dans la première division, équipe avec laquelle il joue quatre saisons et remporte le titre de champion en 1989. Repêché en 1990 par les Nordiques de Québec, il rejoint la Ligue nationale de hockey en 1992.
Lors de la saison écourtée en 1994, il retourne en Russie jouer quelques matchs avec le Lada Togliatti. En 1995, il fait partie de l'échange qui envoie Patrick Roy à l'Avalanche du Colorado. En 1996, il est le dernier joueur de l'histoire à marquer un but lors d'un match de la LNH dans le Forum de Montréal en raison du déménagement des Canadiens de Montréal au Centre Bell. Il est, en 1999, le premier joueur à inscrire un but dans le RBC Center avec les Hurricanes de la Caroline. Il compta également le premier but de l'histoire du Palladium d'Ottawa, domicile des Sénateurs aujourd'hui connu sous le nom de Place Banque Scotia, lors d'une victoire de 3 à 0 des Canadiens de Montréal.
Il passe un total de neuf saisons dans la LNH, voyageant de franchise en franchise au gré des échanges. Sa carrière nord-américaine se termine en 2001 où il retourne en Russie jouer pour le Lokomotiv Iaroslavl et remporte deux titres de champion de la Superliga en 2002 et 2003 avec ce club. Il joue ensuite avec l'Avangard Omsk puis le Severstal Tcherepovets avec lequel il termine sa carrière professionnelle en 2008.
Parallèlement à sa carrière en club, il joue pour l'URSS puis pour la Russie lors des compétitions internationales et remporte la médaille d'or aux Jeux olympiques de 1992 puis la médaille d'argent à ceux de 1998.

## Statistiques

### En club
| Saison     | Équipe                    | Ligue        |     | Saison régulière | Saison régulière | Saison régulière | Saison régulière | Saison régulière |    | Séries éliminatoires | Séries éliminatoires | Séries éliminatoires | Séries éliminatoires | Séries éliminatoires |
| Saison     | Équipe                    | Ligue        | PJ  | B                | A                | Pts              | Pun              | PJ               | B  | A                    | Pts                  | Pun                  |                      |                      |
| 1987-1988  | Torpedo Gorki             | Pervaïa Liga | 4   | 3                | 0                | 3                | 0                |                  |    |                      |                      |                      |                      |                      |
| 1988-1989  | CSKA Moscou               | URSS         | 10  | 1                | 0                | 1                | 0                |                  |    |                      |                      |                      |                      |                      |
| 1989-1990  | CSKA Moscou               | URSS         | 48  | 8                | 5                | 13               | 18               |                  |    |                      |                      |                      |                      |                      |
| 1990-1991  | CSKA Moscou               | URSS         | 45  | 13               | 8                | 21               | 26               |                  |    |                      |                      |                      |                      |                      |
| 1991-1992  | CSKA Moscou               | Superliga    | 36  | 16               | 11               | 27               | 28               |                  |    |                      |                      |                      |                      |                      |
| 1992-1993  | CSKA Moscou               | Superliga    | 3   | 3                | 1                | 4                | 4                |                  |    |                      |                      |                      |                      |                      |
| 1992-1993  | Nordiques de Québec       | LNH          | 81  | 27               | 41               | 68               | 57               | 4                | 1  | 0                    | 1                    | 2                    |                      |                      |
| 1993-1994  | Nordiques de Québec       | LNH          | 58  | 16               | 17               | 33               | 46               | --               | -- | --                   | --                   | --                   |                      |                      |
| 1994-1995  | Lada Togliatti            | Superliga    | 11  | 9                | 2                | 11               | 14               | --               | -- | --                   | --                   | --                   |                      |                      |
| 1994-1995  | Nordiques de Québec       | LNH          | 45  | 14               | 10               | 24               | 31               | 6                | 0  | 1                    | 1                    | 2                    |                      |                      |
| 1995-1996  | Avalanche du Colorado     | LNH          | 26  | 11               | 11               | 22               | 16               | --               | -- | --                   | --                   | --                   |                      |                      |
| 1995-1996  | Canadiens de Montréal     | LNH          | 51  | 17               | 17               | 34               | 33               | 6                | 0  | 0                    | 0                    | 6                    |                      |                      |
| 1996-1997  | Oilers d'Edmonton         | LNH          | 74  | 32               | 27               | 59               | 81               | 12               | 4  | 3                    | 7                    | 6                    |                      |                      |
| 1997-1998  | Oilers d'Edmonton         | LNH          | 59  | 6                | 17               | 23               | 28               | 1                | 0  | 0                    | 0                    | 2                    |                      |                      |
| 1998-1999  | Oilers d'Edmonton         | LNH          | 43  | 13               | 14               | 27               | 30               | --               | -- | --                   | --                   | --                   |                      |                      |
| 1998-1999  | Flyers de Philadelphie    | LNH          | 13  | 0                | 1                | 1                | 2                | --               | -- | --                   | --                   | --                   |                      |                      |
| 1998-1999  | Hurricanes de la Caroline | LNH          | 18  | 6                | 6                | 12               | 0                | 4                | 1  | 1                    | 2                    | 2                    |                      |                      |
| 1999-2000  | Hurricanes de la Caroline | LNH          | 76  | 15               | 24               | 39               | 38               | --               | -- | --                   | --                   | --                   |                      |                      |
| 2000-2001  | Bruins de Boston          | LNH          | 76  | 16               | 21               | 37               | 27               | --               | -- | --                   | --                   | --                   |                      |                      |
| 2001-2002  | Lokomotiv Iaroslavl       | Superliga    | 49  | 26               | 18               | 44               | 58               |                  |    |                      |                      |                      |                      |                      |
| 2002-2003  | Lokomotiv Iaroslavl       | Superliga    | 51  | 14               | 16               | 30               | 62               | 10               | 5  | 4                    | 9                    | 12                   |                      |                      |
| 2003-2004  | Lokomotiv Iaroslavl       | Superliga    | 59  | 23               | 11               | 34               | 56               | 3                | 0  | 0                    | 0                    | 0                    |                      |                      |
| 2004-2005  | Lokomotiv Iaroslavl       | Superliga    | 3   | 0                | 0                | 0                | 2                | --               | -- | --                   | --                   | --                   |                      |                      |
| 2004-2005  | Avangard Omsk             | Superliga    | 33  | 8                | 9                | 17               | 55               | 11               | 0  | 4                    | 4                    | 10                   |                      |                      |
| 2005-2006  | Avangard Omsk             | Superliga    | 12  | 1                | 4                | 5                | 8                | --               | -- | --                   | --                   | --                   |                      |                      |
| 2005-2006  | Severstal Tcherepovets    | Superliga    | 26  | 10               | 9                | 19               | 20               | 4                | 0  | 2                    | 2                    | 4                    |                      |                      |
| 2006-2007  | Severstal Tcherepovets    | Superliga    | 49  | 20               | 8                | 28               | 30               | 5                | 1  | 0                    | 1                    | 0                    |                      |                      |
| 2007-2008  | Severstal Tcherepovets    | Superliga    | 48  | 9                | 8                | 17               | 36               | 7                | 0  | 1                    | 1                    | 2                    |                      |                      |
| Totaux LNH | Totaux LNH                | Totaux LNH   | 620 | 173              | 206              | 379              | 389              | 33               | 6  | 5                    | 11                   | 20                   |                      |                      |

### En équipe nationale
| Année | Équipe         | Compétition                 |   | PJ | B | A  | Pts | Pun               |  | Résultat |
| 1990  | URSS Jr.       | Championnat du monde junior | 7 | 5  | 6 | 11 | 8   | Médaille d'argent |  |          |
| 1991  | URSS           | Coupe Canada                | 5 | 1  | 2 | 3  | 10  | 5e                |  |          |
| 1992  | Équipe unifiée | Jeux olympiques             | 8 | 1  | 1 | 2  | 2   | Médaille d'or     |  |          |
| 1992  | Russie         | Championnat du monde        | 6 | 3  | 1 | 4  | 2   | 5e                |  |          |
| 1994  | Russie         | Championnat du monde        | 6 | 3  | 5 | 8  | 2   | 5e                |  |          |
| 1996  | Russie         | Coupe du monde              | 5 | 2  | 0 | 2  | 4   | Demi-finale       |  |          |
| 1998  | Russie         | Jeux olympiques             | 6 | 4  | 1 | 5  | 14  | Médaille d'argent |  |          |
| 2000  | Russie         | Championnat du monde        | 6 | 0  | 0 | 0  | 0   | 2e tour           |  |          |
| 2002  | Russie         | Championnat du monde        | 8 | 0  | 4 | 4  | 4   | Médaille d'argent |  |          |
| 2004  | Russie         | Coupe du monde              | 2 | 0  | 0 | 0  | 6   | Quart-de-finale   |  |          |

## Trophées et honneurs personnels
- Superliga
  - 2001 : participe au Match des étoiles avec l'équipe de l'Ouest.
  - 2002 : participe au Match des étoiles avec l'équipe de l'Ouest.

## Transactions dans la LNH
- 21 juin 1995 : transféré à l'Avalanche du Colorado après le déménagement des Nordiques de Québec.
- 6 décembre 1995 : échangé aux Canadiens de Montréal avec Martin Rucinsky et Jocelyn Thibault contre Patrick Roy et Mike Keane.
- 6 septembre 1996 : échangé aux Oilers d'Edmonton contre Scott Thornton
- 29 janvier 1999 : échangé aux Flyers de Philadelphie contre Alexandre Daigle.
- 6 mars 1999 : échangé aux Hurricanes de la Caroline  contre Adam Burt.
- 25 juillet 2000 : signe comme agent libre avec les Bruins de Boston.